# Заславская ординация

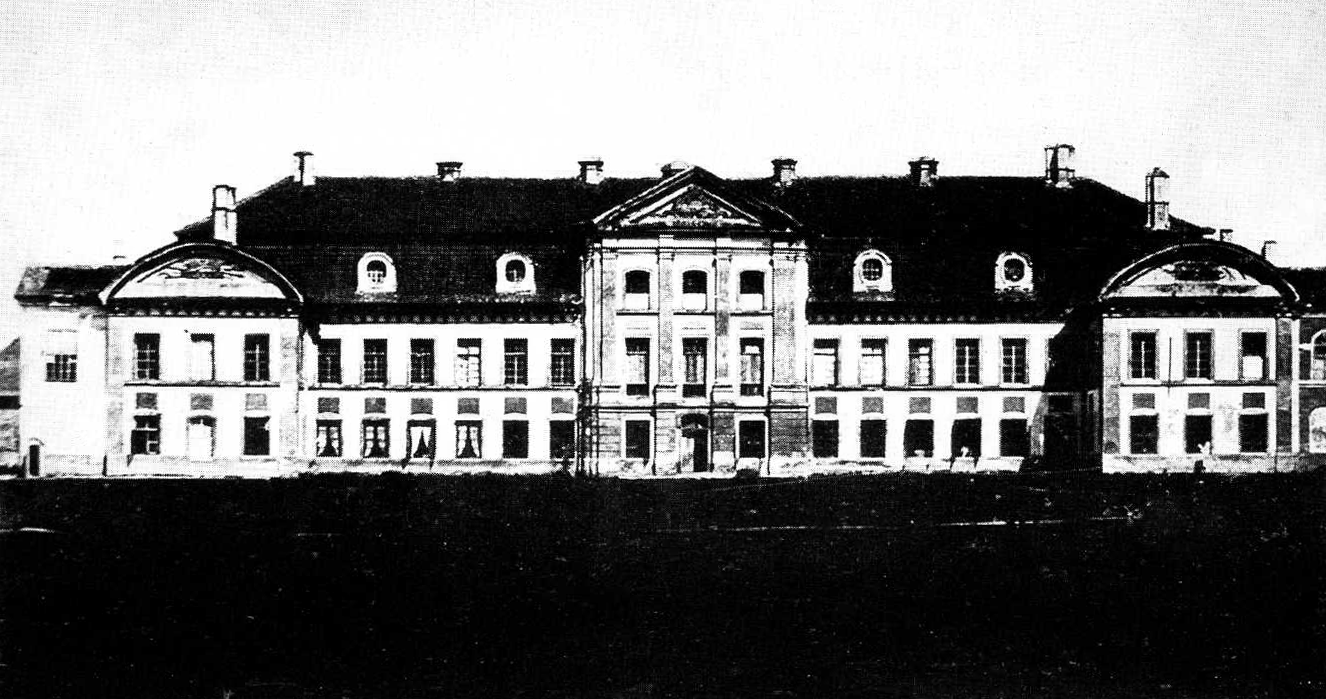
Дворец князей Сангушко в Заславле

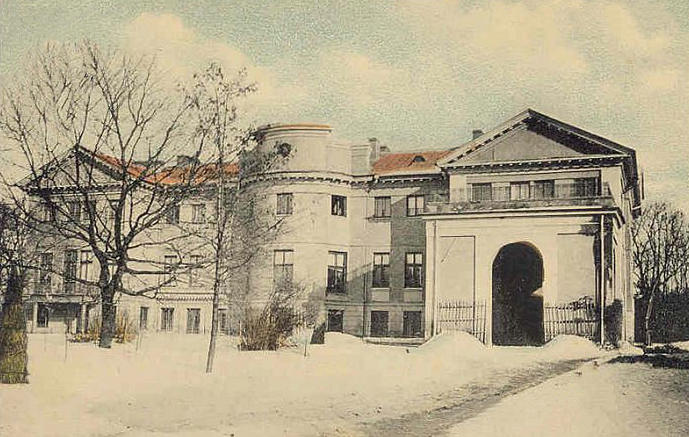
Дворец Сангушко в Славуте

Заславское ординация — родовая ординация князей Сангушко, созданная князем Романом Дамианом Сангушком 12 апреля 1907 года и утвержденная указом российского императора Николая ІІ Романова 1 мая 1907 года. В ординацию вошли 1 город, 3 городка, 74 села и 3 хутора Заславского и Острожского уездов Волынской губернии. Правительственный центр ординации располагался в городке Славута.
Из-за отсутствия прямых наследников Роман Дамиан Сангушко завещал ординацию племяннику Роману Владиславу Сангушко. Однако Роман Дамиан Сангушко был убит в 1917 году, а дальнейшие социальные потрясения не позволили наследнику войти в исполнение своих прав.
Ординация охватывала 95 деревень и 3 города (Славута, Заслав, Корница), а также хутора, разделенные на 3 ключа (Славуц, Заслав, Бялогард). В Славуцкий ключ входило 61 хутор с 25 000 га пашни, 38 тысяч хвойных лесов, 3750 га лиственных лесов и лугов и 3 тысяч прудов, озер и пустырей.
В императорском рескрипте не упоминалось место рукоположения, но в польской литературе его принято называть «Заславская ординация», поскольку его большую часть составлял Заславский ключ. Однако сам князь проживал в Славуте. Большую часть усадьбы составляли благоустроенные леса, один из последних таких крупных комплексов на Волыни.
Поскольку у его основателя не было детей, согласно статуту, его наследником должен был стать его племянник Роман Владислав Сангушко, который был его теоретически последним имением до 1920 года, когда по Рижскому договору его имения вошли в состав УССР.

## Ординаты
- Роман Дамиан Сангушко (1872—1917), основатель и 1-й ординат
- Роман Владислав Сангушко (1901—1981), 2-й ординат